# Division 1 Féminine 2022-2023
La Division 1 Féminine 2022-2023, nota anche come D1 Arkema féminine 2022-2023 per ragioni di sponsorizzazione, è stata la 49ª edizione della massima divisione del campionato francese femminile di calcio. Il campionato, iniziato il 9 settembre 2022 e conclusosi il 10 giugno 2023, è stato vinto per la sedicesima volta dall'Olympique Lione..

## Stagione

### Novità
Dalla Division 1 Féminine 2021-2022 sono stati retrocessi in Division 2 Féminine l'Issy e il Saint-Étienne, che erano nelle ultime due posizioni in classifica. Dalla Division 2 Féminine sono stati promossi il Le Havre e il Rodez, vincitori rispettivamente del gruppo A e gruppo B, entrambi tornati in D1 dopo una e tre stagioni in cadetteria.

### Formato
Le 12 squadre si affrontano in un girone all'italiana con partite di andata e ritorno, per un totale di 22 giornate. La squadra prima classificata è campione di Francia, mentre le ultime due classificate retrocedono in Division 2. Le prime tre classificate sono ammesse all'edizione 2023-2024 della UEFA Women's Champions League.

## Squadre partecipanti
| Club                | Stagione | Città          | Stadio                                      | Stagione precedente      |
| ------------------- | -------- | -------------- | ------------------------------------------- | ------------------------ |
| Bordeaux            | dettagli | Bordeaux       | Stadio Robert-Monseau                       | 6º posto in Division 1   |
| Digione             | dettagli | Digione        | Stadio des Poussots                         | 10º posto in Division 1  |
| Fleury              | dettagli | Fleury-Mérogis | Stadio Walter Felder                        | 4º posto in Division 1   |
| Guingamp            | dettagli | Guingamp       | Stade de l'Akademi EA Guingamp              | 8º posto in Division 1   |
| Le Havre            | dettagli | Le Havre       | Stadio Océane                               | 1º posto in Division 2/A |
| Montpellier         | dettagli | Montpellier    | Stadio Bernard Gasset - Campo Mama Ouattara | 5º posto in Division 1   |
| Olympique Lione     | dettagli | Lione          | Groupama OL Training Center                 | Campione di Francia      |
| Paris FC            | dettagli | Parigi         | Stadio Robert Bobin                         | 3º posto in Division 1   |
| Paris Saint-Germain | dettagli | Parigi         | Stadio Georges Lefèvre                      | 2º posto in Division 1   |
| Rodez               | dettagli | Rodez          | Stadio Paul Lignon                          | 1º posto in Division 2/B |
| Soyaux              | dettagli | Soyaux         | Stadio Léo Lagrange                         | 9º posto in Division 1   |
| Stade Reims         | dettagli | Reims          | Stadio Louis Blériot                        | 7º posto in Division 1   |

## Classifica finale
|  | Pos. | Squadra             | Pt | G  | V  | N | P  | GF | GS | DR  |
|  | ---- | ------------------- | -- | -- | -- | - | -- | -- | -- | --- |
|  | 1.   | Olympique Lione     | 61 | 22 | 20 | 1 | 1  | 69 | 9  | +60 |
|  | 2.   | Paris Saint-Germain | 55 | 22 | 17 | 4 | 1  | 45 | 12 | +33 |
|  | 3.   | Paris FC            | 42 | 22 | 12 | 6 | 4  | 44 | 18 | +26 |
|  | 4.   | Fleury              | 39 | 22 | 11 | 6 | 5  | 49 | 20 | +29 |
|  | 5.   | Montpellier         | 37 | 22 | 11 | 4 | 7  | 37 | 27 | +10 |
|  | 6.   | Stade Reims         | 32 | 22 | 10 | 2 | 10 | 40 | 40 | 0   |
|  | 7.   | Bordeaux            | 27 | 22 | 7  | 6 | 9  | 26 | 33 | -7  |
|  | 8.   | Le Havre            | 24 | 22 | 7  | 3 | 12 | 31 | 45 | -14 |
|  | 9.   | Guingamp            | 24 | 22 | 7  | 3 | 12 | 20 | 41 | -21 |
|  | 10.  | Digione             | 15 | 22 | 4  | 3 | 15 | 12 | 53 | -41 |
|  | 11.  | Rodez               | 12 | 22 | 3  | 3 | 16 | 16 | 48 | -32 |
|  | 12.  | Soyaux              | 6  | 22 | 1  | 3 | 18 | 15 | 58 | -43 |

Legenda:
      Campione di Francia e ammessa alla UEFA Women's Champions League 2023-2024.
      Ammessa alla UEFA Women's Champions League 2023-2024.
      Retrocessa in Division 2.
Note:
Tre punti a vittoria, uno a pareggio, zero a sconfitta.

## Risultati

### Tabellone
|                 | Bor  | Dig  | Fle  | Gui  | LHv  | Mon  | OLi  | PFC  | PSG  | Rod  | Soy  | StR  |
| --------------- | ---- | ---- | ---- | ---- | ---- | ---- | ---- | ---- | ---- | ---- | ---- | ---- |
| Bordeaux        | –––– | 2-0  | 1-1  | 3-1  | 4-2  | 0-2  | 1-3  | 0-0  | 0-3  | 3-1  | 3-0  | 0-1  |
| Digione         | 1-1  | –––– | 1-5  | 1-0  | 0-2  | 2-1  | 0-3  | 0-2  | 0-4  | 1-2  | 1-0  | 0-4  |
| Fleury          | 2-0  | 1-0  | –––– | 6-0  | 3-0  | 1-2  | 1-2  | 0-3  | 0-1  | 6-0  | 1-0  | 1-1  |
| Guingamp        | 2-0  | 0-1  | 0-3  | –––– | 2-2  | 1-4  | 0-0  | 0-3  | 0-1  | 2-1  | 3-1  | 2-0  |
| Le Havre        | 2-4  | 5-0  | 1-1  | 1-0  | –––– | 0-1  | 0-7  | 1-3  | 2-2  | 2-1  | 2-0  | 0-5  |
| Montpellier     | 0-0  | 3-0  | 1-1  | 1-0  | 2-1  | –––– | 1-3  | 1-3  | 0-1  | 2-1  | 2-2  | 2-0  |
| Olympique Lione | 3-0  | 8-0  | 1-0  | 6-0  | 1-0  | 2-0  | –––– | 2-0  | 0-1  | 2-0  | 2-1  | 7-1  |
| Paris FC        | 1-0  | 2-0  | 0-2  | 2-2  | 1-0  | 2-0  | 2-3  | –––– | 0-1  | 2-0  | 5-2  | 2-2  |
| Paris SG        | 1-0  | 3-1  | 2-1  | 1-0  | 3-1  | 2-2  | 0-1  | 0-0  | –––– | 1-0  | 2-0  | 4-0  |
| Rodez           | 1-1  | 1-1  | 2-1  | 1-2  | 1-2  | 2-3  | 0-5  | 0-4  | 0-4  | –––– | 1-0  | 1-2  |
| Soyaux          | 0-1  | 1-1  | 0-3  | 1-2  | 1-4  | 1-5  | 0-3  | 0-6  | 0-3  | 2-0  | –––– | 1-4  |
| Stade Reims     | 6-1  | 3-1  | 1-3  | 3-0  | 3-1  | 1-3  | 1-5  | 0-3  | 0-2  | 0-0  | 3-1  | –––– |

## Statistiche

### Classifica marcatrici
Fonte: sito FFF.fr.
| Gol |  |  | Giocatore         | Squadra             |
| --- |  |  | ----------------- | ------------------- |
| 17  |  |  | Kadidiatou Diani  | Paris Saint-Germain |
| 13  |  |  | Mathilde Bourdieu | Paris FC            |
| 12  |  |  | Maëlle Garbino    | Bordeaux            |
| 12  |  |  | Clara Matéo       | Paris FC            |
| 11  |  |  | Melchie Dumornay  | Stade Reims         |
| 10  |  |  | Rosemonde Kouassi | Fleury              |
| 9   |  |  | Nérilia Mondésir  | Montpellier         |
| 8   |  |  | Batcheba Louis    | Fleury              |
| 8   |  |  | Signe Bruun       | Olympique Lione     |
| 8   |  |  | Kessya Bussy      | Stade Reims         |
| 8   |  |  | Ewelina Kamczyk   | Fleury              |
| 8   |  |  | Faustine Robert   | Montpellier         |
| 8   |  |  | Ouleymata Sarr    | Paris FC            |